# 구로카와역 (가나가와현)
구로카와역(일본어: 黒川駅)은 일본 가나가와현 가와사키시 아사오구에 있는 오다큐 전철 다마선의 역이다. 역 번호는 OT 03이다.

## 역 구조
상대식 승강장 2면 2선의 지상역에서 교상 역사를 갖는다.
2006년 1월 31일에 역사가 리뉴얼되었을 때 승강장의 지붕에 태양광 발전용 발전 패널이 설치되고 자동 매표기나 자동 개찰기의 전력으로 이용되고 있다. 2010년도에는 행선지 안내기가 설치되었다.

### 승강장
| 번호 | 노선   | 방향 | 행선                              |
| ---- | ------ | ---- | --------------------------------- |
| 1    | 다마선 | 하행 | 오다큐타마센터·가라키다 방면      |
| 2    | 다마선 | 상행 | 신유리가오카·신주쿠·지요다선 방면 |

## 역 주변
역 주변에는 소규모 집합 주택 주택과 아동 공원 등 외, 가와사키시가 개발한 가와사키 마이크로 컴퓨터 시티로 불리는 공단이 있다. 상업 시설은 거의 없다. 북쪽 출입구에서 가라키다 방향으로 비탈을 내려가면 쓰루카와 도로변에 소규모 상점이 있다. 쓰루카와 가도를 낀 구로카와 지구의 일부는 시가화 조정 구역으로 지정되어 있기 때문에 개발을 피하고 자연이 많이 남아 있다. 가와사키시내에서는 드문 반딧불이의 서식 지역이다.
- 가와사키시 구로카와 청소년 야외 활동 센터(옛, 가와사키시립 가키오 초등학교 구로카와 캠퍼스 자리)
- 극단 민예
- 쓰루카와 가도
- 싯테쿠로카와 도로
- 파머스 마켓 세레사모스 - 세레사 가와사키 농업 협동 조합 직영의 대규모 농산물 직판장
- 메이지 대학 구로카와 농장
- 가나가와현 기업청 가키오 발전소
- 도쿄 전력 구로카와 변전소
- 게이오 사가미하라선 와카바다이역 - 도보로 약 10분.

## 역사
- 1974년 6월 1일: 영업 개시. 각역정차의 정차역이 됨.
- 2004년 12월 11일: 구간준급이 설정되어 정차역이 됨.
- 2006년 3월: 리모델링 공사 완료.
- 2014년 3월 15일: 준급이 설정되어 정차역이 됨.

## 인접역
| 오다큐 다마선                    | 오다큐 다마선         | 오다큐 다마선                |
| -------------------------------- | --------------------- | ---------------------------- |
| (무정차통과)                     | ■ 쾌속급행 □ 통근급행 | (무정차통과)                 |
| OT 02 구리히라 신유리가오카 방면 | ■ 급행 ■ 각역정차     | 하루히노 OT 04 가라키다 방면 |